# Грехът на Оюки
„Грехът на Оюки“ (на испански: El pecado de Oyuki) е мексиканска теленовела, режисирана от Бенхамин Кан и продуцирана от Луси Ороско за Телевиса през 1988 г. Базира се на едноименния комикс, написан от Йоланда Варгас Дулче, публикуван за първи път през 1949 г. в списание Pepín и отново през 1975 г. в списание Lágrimas, risas y amor. Историята е адаптирана във формат на теленовела от същата писателка.
В главните роли са Ана Мартин и Бой Олми, а в отрицателните – Салвадор Санчес и Марта Рот.

## Сюжет
В началото на 70-те години в малко японско село живее Оюки Огино, красива жена, добра и честна, от чиято красота и физически качества се възползва амбициозният ѝ брат Ютака Огино, който я експлоатира и принуждава да работи като гейша.
Принудена от брат си, Оюки започва да работи, докато мъжете плащат големи суми, за да се забавлява с шоуто ѝ. Един от тези мъже е Ървинг Пойнтер, художник с английски произход и син на сър Чарлз Пойнтер, посланик на Обединеното кралство в Япония. Ървинг започва да рисува Оюки и двамата се влюбват, но Ютака има други планове за сестра си. Той планира да омъжи Оюки за Того Фушоко, който е един от най-богатите мъже в Япония. Оюки отхвърля Фушоко и това отприщва яростта на Ютака. Ютака бяга от правосъдието, защото е извършил престъпление, и това дава възможност на Оюки да бъде с Ървинг. Майката на Ървинг, лейди Елизабет не одобрява връзката на сина ѝ с японката, и това кара Ървинг да избяга от дома си и да се ожени за Оюки. Двамата успяват да открият щастието с появата на първото им дете, наречено Юрико.
Обзет от ярост, Ютака решава да отмъсти на сестра си, като убива Ървинг. Ютака отново успява да избяга от закона. Всички доказателства са срещу Оюки, която е арестувана и осъдена на 20 години затвор. Дъщеря ѝ Юрико, която е на 2 години, е изпратена при баба ѝ и дядо ѝ.
След 15 дълги години, Ютака признава престъплението си преди да умре, така Оюки е освободена от затвора. Оюки започва да търси дъщеря си Юрико, която сега 17-годишна изискана английска дама, която не познава майка си.

## Актьори
Част от актьорския състав:
- Ана Мартин – Оюки Огино
- Бой Олми – Ървинг Пойнтер
- Салвадор Санчес – Ютака Огино
- Хорхе Мартинес де Ойос – Сър Чарлз Пойнтер
- Марта Рот – Лейди Елизабет Пойнтер
- Рафаел Санчес-Наваро – Орсън Брукс
- Ана Силвети – Елиан Ромър
- Йошио – Того Фушоко
- Сесилия Габриела – Юрико Пойнтер / Лили Пойнтер
- Патрисия Кастийо – Бертолдо Нотингам
- Еванхелина Елисондо – Диана
- Ерика Касуга – Сумико
- Ное Мураяма – Кьозо
- Ана Луиса Пелуфо – Ивет
- Гилермо Мурай – Ричард Ромър
- Нурия Бахес – Рене Саган
- Маргарита Исабел – Мари
- Росита Пелайо – Грета
- Анхелина Пелаес – Кейко
- Ева Калво – Леонор
- Бланка Торес – Госпожа Брукс
- Тео Тапия – Антонио
- Грасиела Бернанрдос – Елена
- Енрике Хилаберт – Господин Лемонд
- Луис Мануел Пелайо – Ригоберто Смит
- Франсес Ондивиела – Секретарката

## Премиера
Премиерата на Грехът на Оюки е на 15 февруари 1988 г. по Canal de las Estrellas. Последният 125. епизод е излъчен на 5 август 1988 г.

## Продукция
Продуцентката Луси Ороско прави своя дебют в Телевиса с тази теленовла. Компанията предлага на Ороско да напусне Мексиканския филмов институт, където работи, и да поеме производството на теленовелата. Първоначалната идея е била теленовелата да бъде заснета в Япония, но след двумесечно пътуване в тази страна, Ороско убеждава тогавашния вицепрезидент на компанията, Виктор Уго О'Фарил, да снимат в Мексико. Телевиса изгражда някои улици на Токио, както и други японски градове, на хълма Ахуско, разположен в южната част на град Мексико. Снимачната площадка се разпростира на 20 хектара земя, на която са изградени няколко изискани токийски квартала, голям храм, улици с електрически стълбове, знаци, пътна настилка, симулатор на влак-стрела (включително звуков ефект), присъстват и автомобили, чиито волани са от дясната страна, собственост на колекционери. Храмът е най-виската сграда – 40 метра, разглобен е в края на записите. Ороско наема сценографа Кристина Мартинес де Веласко и интериорния дизайнер Тереса Пеканинс, които успяват да изградят автентичните декори за снимачната площадка. Също така в Куернавака са записани голям брой от сцените. Използва се ексцентрична вила, собственост на американката. В днешно време къщата е хотел.
Костюми и грим
Изключетелно висок бюджет е отпуснат за костюми и грим. Първоначално, Ана Мартин предлага американския гримьор, спечелил награда Оскар в Холивуд, Инсерела, но предложението не е било одобрено от Луси Ороско. Поканена е японската гримьорка Такеши Хазама. Гримът на Оюки е толкова труден, че Такеши ежедневно гримира около 2 часа Ана Мартин.
В Токио са изработени няколко перуки за главната героиня, всяка от която възлиза около 7000 долара. Изработени са 20 кимона, както и костюмите на останалите актьори.
Други данни
- Това е дебютът в теленовелите на Луси Ороско като изпълнителен продуцент.
- Подготовката преди снимката продължава 7 месеца.
- Записите започват само със сценарий за 5 епизода.
- За сцените на токийските улици са наети около 600 статисти с ориенталски черти.
- За да се симулира снежна буря, са използвани почти хиляда чувала с полистирол. На екипа му отнема повече от 3 часа, за да събере с прахосмукачки материала по склоновете на Ахуско.
- На Ороско ѝ отнема повече от 3 месеца, за да редактира интрото на теленовелата.
- Първоначално е избран акторът Гонсало Вега да изпълни ролята на Ютака, но впоследствие отказал, тъй като не харесал персонажа.

След Оюки
След приключването на записите, актрисата Ана Мартин е поканена в императорския двор на Япония, за да бъде поздравена за отличната интерпретация на гейша.
По-късно, Мартин е оперирана в Лос Анджелис, тъй като получава увреждане на клепачите заради постоянното им опъване, за да придобие ориенталските черти, характерни за японците.

## Награди и номинации
Награди TVyNovelas 1989
| Категория                           | Номинация              | Резултат    |
| ----------------------------------- | ---------------------- | ----------- |
| Най-добра теленовела                | Луси Ороско            | Номинирана  |
| Най-добра актриса в главна роля     | Ана Мартин             | Номиинирана |
| Най-добър актьор в отрицателна роля | Салвадор Санчес        | Номиниран   |
| Най-добра първа актриса             | Марта Рот              | Номинирана  |
| Най-добър пръв актьор               | Хорхе Мартинес де Ойос | Номиниран   |
| Най-добро женско откритие           | Сесилия Габриела       | Номинирана  |
| Най-добър оператор                  | Габриел Васкес Булман  | Печели      |

Награди ACE (Ню Йорк) 1988
| Категория                | Номинация       | Резултат |
| ------------------------ | --------------- | -------- |
| Най-добър актьор         | Салвадор Санчес | Печели   |
| Най-добра актриса        | Ана Мартин      | Печели   |
| Най-добро женско участие | Марта Рот       | Печели   |
| Най-добър режисьор       | Бенхамин Кан    | Печели   |